# Habenaria pauper
Habenaria pauper är en orkidéart som beskrevs av Victor Samuel Summerhayes. Habenaria pauper ingår i släktet Habenaria och familjen orkidéer. Inga underarter finns listade i Catalogue of Life.